# Курганова
Курганова — деревня в Шумихинском районе Курганской области. Входит в состав Большевистского сельсовета.

## География
Расположена в западной части региона, у реки Миасс. На противоположном берегу — село Благовещенское.
Климат
Расположение района в глубине континента определяет климат как континентальный. Самым холодным месяцем является — январь (в среднем −18°), самым теплым — июль (в среднем +19°).

## Население
| 1989 | 2002 | 2010 |
| ---- | ---- | ---- |
| 65   | ↘58  | ↘28  |

## Инфраструктура
Личное подсобное хозяйство.

## Транспорт
Курганова доступно автотранспортом по просёлочной дороге.